# Go Geon-han
Kim Min-kyu (en hangul, 김민규), más conocido como Go Geon-han (en hangul, 고건한), es un actor y modelo surcoreano.

## Biografía
Estudió en la Universidad Kyungsung (departamento de Teatro y Cine).
El 17 de junio de 2019, su agencia anunció que cambiaría su nombre artístico por Go Geon-han.

## Carrera
Es miembro de la agencia Neos Entertainment.
En noviembre de 2018, se unió al elenco recurrente de la serie Tale of Fairy donde dio vida a Park Shin-seon, un mago inmortal.
En septiembre de 2019, se unió al elenco recurrente de la serie The Tale of Nokdu, donde interpretó a Yeon Geun, un hombre rico que administra la aldea de las viudas.
En marzo de 2021, se unió al elenco recurrente de la serie Okay Kwang Sisters, donde dio vida a Byun Sa-chae, el mejor amigo de Heo Ki-jin (Seol Jung-hwan).
El 2 de agosto, apareció por primera vez como invitado en la serie You Are My Spring, donde interpretó a Jun-ho, el exnovio de Park Eun-ha (Kim Ye-won).
En enero de 2022, se unió al elenco recurrente de la serie Through the Darkness, donde dio vida a Yang Yong-cheol, un hombre que decía ser el asesino de "Red Hat".
En febrero del mismo año se unió al elenco recurrente de la serie Military Prosecutor Doberman, donde interpreta a Yoon Sang-gi, un investigador militar del despacho jurídico militar.

## Filmografía

### Series de televisión
| Año     | Título                           | Personaje                 | Notas                           | Ref.          |
| ------- | -------------------------------- | ------------------------- | ------------------------------- | ------------- |
| 2014    | God's Quiz Season 4              | Hijo de Kang Soo-ha       |                                 |               |
| 2015    | Oh My Venus                      | Compañero de Kang Joo-eun | Aparición especial, ep. 1       |               |
| 2016    | Gogh, The Starry Night           | Seo-won                   |                                 |               |
| 2017    | If We Were A Season              | Lee Jung-ho               | Drama Special Season 8          |               |
| 2017    | Fight for My Way                 | Colega de Park Moo-bin    | Aparición especial, 2 episodios |               |
| 2017    | I'm Not a Robot                  | Ssanip                    |                                 |               |
| 2018    | Partners for Justice             | Kim Joon-tae              |                                 |               |
| 2018    | Tale of Fairy                    | Park Shin-seon            |                                 |               |
| 2018-19 | Clean with Passion for Now       | Jeon Young-shik           |                                 | [ 7 ]         |
| 2019    | Birthday Letter                  | Jo Ham-duk (de joven)     |                                 |               |
| 2019    | Special Labor Inspector          | Kim Sun-woo               |                                 |               |
| 2019    | The Tale of Nokdu                | Yeon Geun                 |                                 |               |
| 2020    | Kkondae Intern                   | Oh Dong-geun              |                                 | [ 8 ] [ 9 ]   |
| 2020    | Sweet Home                       | Choi Yoon-jae             |                                 |               |
| 2021    | Save Me Oldie                    | Yoo Gi-hyeon              | 2 episodios                     | [ 10 ]        |
| 2021    | You Are My Spring                | Jun-ho                    | Aparición especial, 2 episodios |               |
| 2021    | Okay Kwang Sisters               | Byun Sa-chae              |                                 |               |
| 2022    | Through the Darkness             | Yang Yong-cheol           |                                 |               |
| 2022    | Military Prosecutor Doberman     | Yoon Sang-gi              |                                 |               |
| 2022    | Joseon Psychiatrist Yoo Se-poong | Lee Ho-jun                | Aparición especial (ep. 2-3)    | [ 11 ]        |
| 2022    | The Law Cafe                     | Abogado Maeng             | Aparición especial              | [ 12 ] [ 13 ] |
| 2022    | Narcosantos                      | Agente del NIS            | Aparición especial              | [ 13 ]        |
| 2023    | The Killing Vote                 | Kim Jordan                |                                 | [ 14 ] [ 15 ] |
| 2024    | Good Partner                     | Kim Ho-seok               | Aparición especial              | [ 16 ]        |
| 2025    | Exploradora del amor             | Lee Kwang-hee             |                                 | [ 17 ]        |

### Películas
| Año  | Título                   | Personaje                | Ref.   |
| ---- | ------------------------ | ------------------------ | ------ |
| 2011 | Fighting Spirit          | Hyun-soo                 |        |
| 2013 | Friend: The Great Legacy | Kim-min                  |        |
| 2014 | The Youth                | Estudiante               |        |
| 2015 | Shadow Island            | Policía                  |        |
| 2018 | Duck Town                | Byeong-soo               |        |
| 2018 | Soldier's Mementos       | Soldado Go               |        |
| 2019 | My Bossy Girl            | Young-chul               | [ 18 ] |
| 2020 | Best Friend              | Estudiante universitario |        |

### Teatro
| Año  | Título                   | Personaje | Notas |
| ---- | ------------------------ | --------- | ----- |
| 2015 | True West                | -         |       |
| 2014 | Good Luck (운수 좋은 날) | 지삼      |       |
| 2013 | Party                    | -         |       |
| 2013 | Pillowman                | -         |       |
| 2011 | Ordeal                   | -         |       |
| 2011 | Antigona                 | -         |       |